# Alegra Wolter
Alegra Wolter (nacida el 19 de agosto de 1994) es una médica indonesia y activista por los derechos de las personas transgénero. Se cree que Wolter es el primer médica abiertamente transgénero en Indonesia.

## Vida personal
Nació el 19 de agosto de 1994. Criada como hombre, sintió que su identidad de género era femenina desde muy joven, lo que le hizo darse cuenta de que tenía disforia de género. Debido a su identidad de género, sufrió acoso y trauma durante su juventud. Esta condición empeoró cuando sus padres la llevaron a un hospital, donde le administraron testosterona para hacerla más masculina, lo que la hizo deprimirse. Luego, asistió a Canisius College, una escuela secundaria católica privada para niños ubicada en Menteng, Yakarta Central. Asistir a una escuela sólo para varones empeoró aún más su depresión. Se interesó en ser médica después de ver una presentación profesional realizada por un exalumno de la escuela.
Mientras asistía a la Universidad Católica Atma Jaya de Indonesia, se declaró transgénero. Ella ha dicho que esta decisión fue esencial para su bienestar mental porque en ese momento consideró suicidarse. Cuando se graduó de la universidad en 2018, usó una kebaya, que es una vestimenta tradicional femenina, en la ceremonia, lo que marcó su primera aparición como mujer en público.

## Carrera y activismo
Trabaja como gerente de asociaciones en Docquity Indonesia, una startup de salud, y a tiempo parcial como médica en Angsa Merah, una clínica de salud reproductiva y sexual en Yakarta. Ella aboga contra la discriminación que enfrentan las personas transgénero y otras comunidades de minorías de género dentro del sistema de salud de Indonesia. Señala problemas sistémicos en el registro administrativo, donde las mujeres trans son llamadas por sus nombres de nacimiento que aparecen en sus documentos de identidad indonesios, lo que puede causar una ansiedad significativa y disuadirlas de buscar atención. También señala que muchas personas transgénero carecen de documentos de identidad, lo que les impide acceder a BPJS Kesehatan, el seguro de salud de Indonesia, y además a menudo sufren un trato de género equivocado en las instalaciones, por ejemplo, al ser ubicadas en salas para hombres.